# Södra Station (musikgrupp)
Södra Station  var en svensk popgrupp som bestod av Sara Hjellström, Nirob Islam och Fredrik Danielson.

## Biografi
Medlemmarna Sara Hjellström, Nirob Islam och Fredrik Danielson är alla födda år 1993. De träffades 2014 på Musikmakarna, en musikinriktad yrkeshögskola i Örnsköldsvik.  Våren 2016 debuterade trion med singeln “5000 Volt”. som senare följdes upp av singeln “Glad då”.
Sommaren 2016 var gruppen nominerad i kategorin "Årets Rookie Artist/Band" på Denniz Pop Awards.  och de blev även tilldelade Ted Gärdestadstipendiet.  Hösten 2016 släpptes deras debut-EP "Från Början Till". De blev nominerade i kategorin “Årets Pop” på P3 Guld-galan 2017. och under våren släppte de singeln "16".
Bandet har medverkat som gästredaktörer i “Musikguiden i P3: Session” och har även gjort en reklamkampanj tillsammans med Scorett.
Den 16 juni 2017 släppte bandets andra EP "Bastugatan" som följde upp efter singeln "16". .

## Priser och Nomineringar
- 2016 – Ted Gärdestadstipendiet
- 2016 – Denniz Pop Awards - "Rookie Artist/Band" (Nominerade)
- 2017 – P3 Guld - "Årets Pop" (Nominerade)

## Diskografi
- 5000 volt
- Glad då
- Hatar att jag saknar dig
- Bara du som ser mig
- Inget kan ta slut nu
- 16
- Mer av mig
- APK
- Kläderna på golvet
- DVD
- Feg[11].

### Singlar
- 5000 volt
- Glad då
- 16
- Feg

### EPs
- Från början till
- Bastugatan